# Deadly Lullabyes
Deadly Lullabyes è un album dal vivo del gruppo heavy metal danese King Diamond, pubblicato nel 2004.

## Tracce

### Disco 1
1. Funeral
2. A Mansion in Darkness
3. The Family Ghost
4. Black Horsemen
5. Spare This Life
6. Mansion in Sorrow
7. Spirits
8. Sorry Dear
9. Eye of the Witch
10. Sleepless Nights

### Disco 2
1. The Puppet Master
2. Blood to Walk
3. So Sad
4. Living Dead
5. Welcome Home
6. The Invisible Guests
7. Burn
8. "Introductions"
9. Halloween
10. No Presents for Christmas

## Formazione
- King Diamond - voce
- Andy LaRocque - chitarra
- Mike Wead - chitarra
- Hal Patino - basso
- Matt Thompson - batteria
- Livia Zita - voce